# Compagnia di San Francesco del Martello

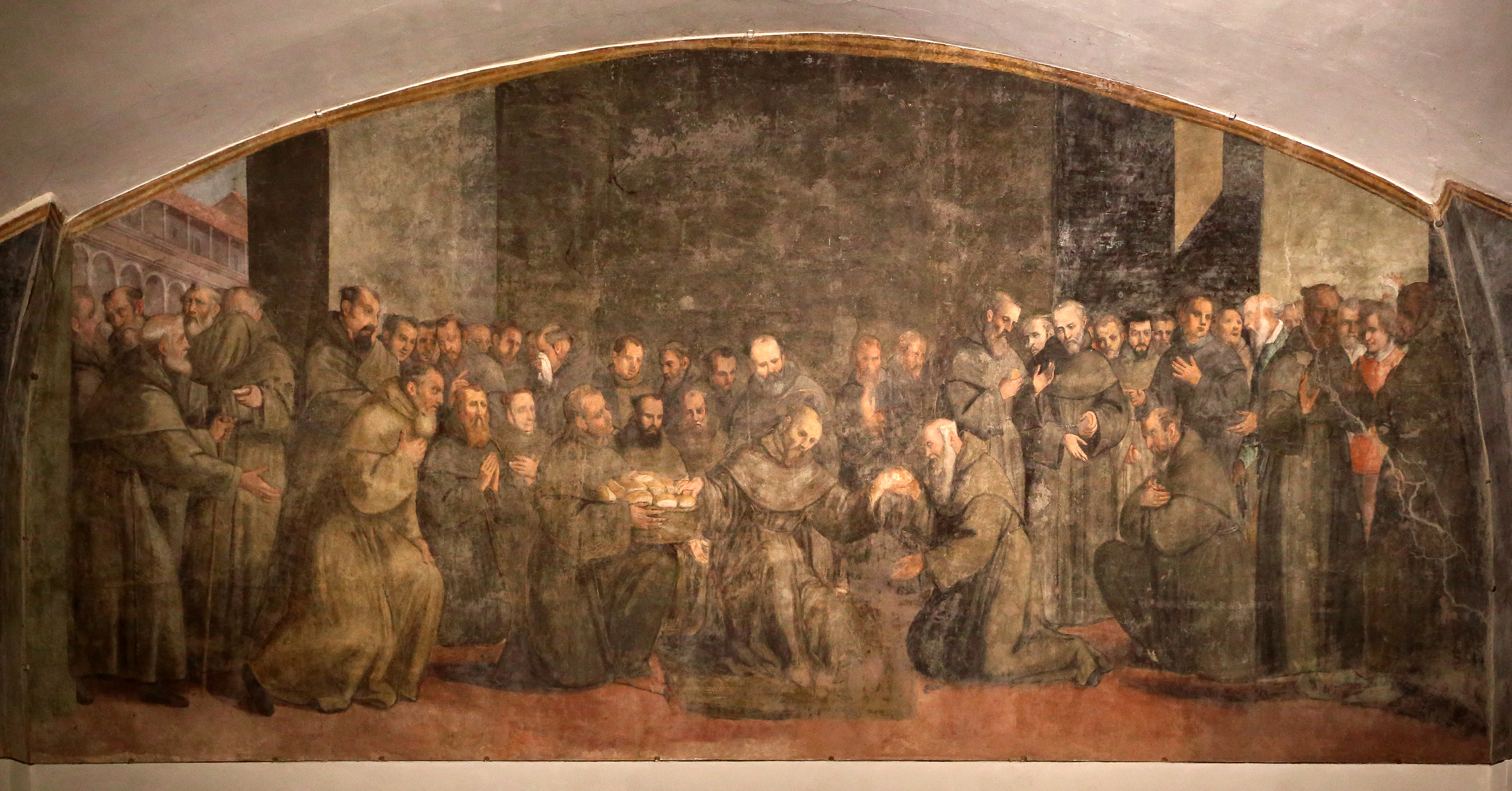
Jacopo Ligozzi, San Francesco morente distribuisce il pane ai confratelli, 1600 ca. (dall'ex-refettorio invernale), Museo di Santa Croce

La Compagnia di San Francesco del Martello era un'antica confraternita di Firenze.

## Storia

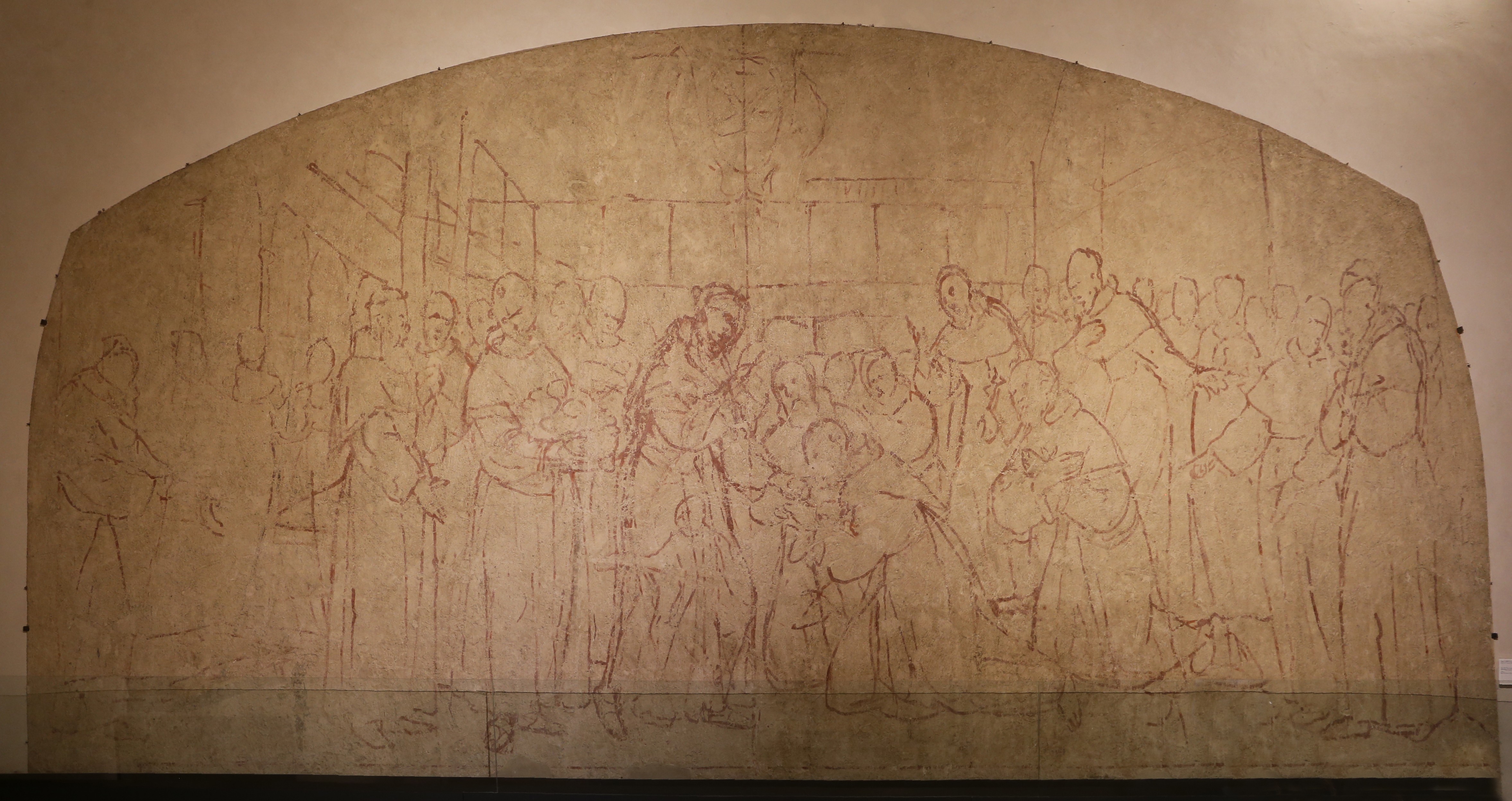
La sinopia dell'affresco, con numerose varianti

La Compagnia venne fondata verosimilmente nel XIV secolo, e se ne ha una prima traccia documentaria certa solo in una fonte capitolare del 1594, che ne traccia a grandi linee la storia. La confraternita si riuniva nei sotterranei di Santa Croce (in particolare sotto la sagrestia), a cui si accedeva da una porta del convento detta "Porta del Martello" (oggi ingresso del famedio), da cui prese il nome. La sparizione dei suoi capitoli più antichi è legata alle esondazioni dell'Arno, che sempre colpirono duramente la basilica di Santa Croce e, come è facile immaginare, soprattutto i suoi sotterranei.
Fu riformata una prima volta sotto l'episcopato di sant'Antonino Pierozzi, e ancora nel 1612 e nel 1771 (quando il numero massimo di confratelli fu limitato a cento, quaranta dei quali versavano una tassa d'iscrizione maggiore eper partecipare all'adunanza ristretta del "Collegio"). 
Nel 1627 papa Urbano VIII concesse l'indulgenza plenaria a tutti coloro che vi si iscrivevano. 
Come moltissime altre confraternite toscane, fu soppressa da Pietro Leopoldo il 21 marzo del 1785 e mai più ripristinata.

## Pratiche religiose
Le riunioni si svolgevano ogni lunedì (giorno alla cui preghiera serale era ammesso chiunque, anche non iscritto) e ogni domenica e per le feste degli Apostoli, di Maria e della Settimana Santa (in cui si distribuivano dei panellini benedetti), oltre alla solennita del santo titolare il 4 ottobre. Nel Settecento le "tornate" si ridussero ad appena dieci l'anno. 

## Stemma e simboli
Lo stemma della confraternita è d'azzurro, alla croce con due martelli abbassati in decusse al naturale. Ne esiste anche una variante con la croce e le braccia incrociate dello stemma francescano il tutto sormontato da un martello.
La confraternita aveva commissionato a Jacopo Ligozzi l'affresco di San Francesco morente distribuisce il pane ai confratelli, oggi nel museo di Santa Croce, su cui si trova lo stemma della Compagnia. 